# 교환 연산자
양자역학에서 교환 연산자(exchange operator) 또는 바꿈 연산자란 두 동일한 입자의 라벨을 바꾸는 연산자이다. 예를 들어, 두 개의 동일한 입자를 라벨 1,2를 붙여 구별하고 이 입자로 기술되는 계의 파동함수를 uEσ1σ2(1,2)로 쓰자. 그리고 이에 대한 교환연산자를 P1,2라 쓰면 이 연산자의 역할은 다음을 말한다.
{\displaystyle P_{1,2}u_{E_{\sigma _{1}\sigma _{2}}}(1,2)=u_{E_{\sigma _{2}\sigma _{1}}}(2,1)}

## 운동상수
퍼텐셜이 스핀과 관련이 없는 경우, 교환연산자는 운동상수이다. 이를 확인하기 위해 간단한 두 개의 동일한 입자로 이루어진 계에서 해밀토니안 연산자와 교환연산자에 교환법칙이 성립하는지 알아보자.
먼저, 스핀과 퍼텐셜이 관련이 없는 경우, 해밀토니언과 퍼텐셜은 아래와 같이 쓸 수 있다.
{\displaystyle H={\frac {p_{1}^{2}}{2m}}+{\frac {p_{2}^{2}}{2m}}+V(x_{1},x_{2})}
{\displaystyle V(x_{1},x_{2})=V(x_{2},x_{1})\;}
위 해밀토니언을 입자의 라벨에 대한 함수로 만들어
{\displaystyle H=H(1,2)\;}
라 쓸 수 있다. 그러면, 퍼텐셜이 입자의 교환에 대해 대칭이기 때문에 아래와 같이 해밀토니안 또한 대칭이된다.
{\displaystyle H(1,2)=H(2,1)\;}
이 해밀토니언을 파동함수에 작용시키면
{\displaystyle H(1,2)u_{E_{\sigma _{1}\sigma _{2}}}(1,2)=Eu_{E_{\sigma _{1}\sigma _{2}}}(1,2)}
{\displaystyle H(2,1)u_{E_{\sigma _{2}\sigma _{1}}}(2,1)=Eu_{E_{\sigma _{2}\sigma _{1}}}(2,1)}
이다. 그리고 해밀토니언의 대칭성에 의해
{\displaystyle H(2,1)u_{E_{\sigma _{1}\sigma _{2}}}(1,2)=Eu_{E_{\sigma _{1}\sigma _{2}}}(1,2)}
{\displaystyle H(1,2)u_{E_{\sigma _{2}\sigma _{1}}}(2,1)=Eu_{E_{\sigma _{2}\sigma _{1}}}(2,1)}
을 얻는다. 위의 교환 연산자의 역할을 다시 쓰면,
{\displaystyle P_{1,2}u_{E_{\sigma _{1}\sigma _{2}}}(1,2)=u_{E_{\sigma _{2}\sigma _{1}}}(2,1)}
이다. 이제 두 연산자에 대해 교환법칙이 성립하는지 알아보기 위해 두 연산자를 동시에 파동 함수에 작용시켜보자.
{\displaystyle {\begin{aligned}H(1,2)P_{1,2}u_{E_{\sigma _{1}\sigma _{2}}}(1,2)=&H(1,2)u_{E_{\sigma _{2}\sigma _{1}}}(2,1)\\=&Eu_{E_{\sigma _{2}\sigma _{1}}}(2,1)\\=&EP_{1,2}u_{E_{\sigma _{1}\sigma _{2}}}(1,2)\\=&P_{1,2}Eu_{E_{\sigma _{1}\sigma _{2}}}(1,2)\\=&P_{1,2}H(1,2)u_{E_{\sigma _{1}\sigma _{2}}}(1,2)\end{aligned}}}
즉, 두 연산자 사이에 교환법칙이 성립하므로,
{\displaystyle [H,P_{1,2}]=0\;}
이다. 따라서, 교환연산자는 이 경우 운동상수가 된다.

## 고윳값과 고유상태
반전성과 유사하게 교환연산자도 두 번 연속으로 연산을 하게 되면, 원래의 상태로 돌아오게 된다.
{\displaystyle P_{1,2}P_{1,2}u_{E_{\sigma _{1}\sigma _{2}}}(1,2)=u_{E_{\sigma _{1}\sigma _{2}}}(1,2)}
따라서 P1,2=1 이므로 고윳값은 ±1 이 돤다.
고유상태 또한 반전성처럼 우함수와 기함수가 고유상태인 것처럼 +1인 경우 대칭조합된 파동함수가, -1인 경우 반대칭조합된 파동함수가 고유상태가 된다.
고윳값 +1 : {\displaystyle \psi ^{(S)}={\frac {1}{N_{S}}}[\psi (1,2)+\psi (2,1)]}
고윳값 -1 : {\displaystyle \psi ^{(A)}={\frac {1}{N_{A}}}[\psi (1,2)-\psi (2,1)]}
여기서 각 N들은 규격화상수이다.

## 같이 보기
- 반전성
- 파울리 배타 원리